# Ерик Придс
Ерик Придс, още познат като Прайда (Pryda), е шведски диджей и музикален продуцент.
Става известен през 2004 г. с излизането на сингъла му Call on Me, който оглавява британските класации за няколко седмици. Популярен е и неговият ремикс от 2006 г. на песента Another Brick in the Wall на Пинк Флойд. Ремиксът е озаглавен Proper Education.
Придс използва псевдоними като Sheridan, Cirez D, Pryda и Moo.

## Личен живот
Освен да продуцира музика, Ерик Придс ръководи своите лейбъли Pryda, Pryda Friends и Mouseville, през които издава много от своята музика. От Mouseville, създаден 2002 г., той издава техно парчета под псевдонима Cirez D, а от Pryda под псевдонима Pryda.

## В музикалните класации
| Година | Заглавие         | Позиции в класациите | Позиции в класациите | Позиции в класациите | Позиции в класациите | Позиции в класациите | Позиции в класациите | Позиции в класациите | Позиции в класациите | Позиции в класациите | Позиции в класациите | Позиции в класациите | Позиции в класациите | Позиции в класациите | Позиции в класациите | Позиции в класациите |
| Година | Заглавие         | DE                   | UK                   | FRA                  | AUS                  | AT                   | CH                   | FIN                  | NOR                  | SWE                  | IRL                  | NZ                   | NL                   | POL                  | TUR                  | IT                   |
| ------ | ---------------- | -------------------- | -------------------- | -------------------- | -------------------- | -------------------- | -------------------- | -------------------- | -------------------- | -------------------- | -------------------- | -------------------- | -------------------- | -------------------- | -------------------- | -------------------- |
| 2004   | Call on Me       | 1                    | 1                    | 1                    | 2                    | 1                    | 2                    | 4                    | 1                    | 1                    | 1                    | 38                   | 4                    | 1                    | 6                    | 42                   |
| 2005   | Woz Not Woz      | 63                   | 55                   | 50                   | -                    | -                    | 84                   | -                    | -                    | -                    | -                    | -                    | -                    | -                    | -                    | -                    |
| 2006   | Proper Education | 4                    | 2                    | 10                   | 20                   | 20                   | 12                   | 1                    | -                    | 7                    | 1                    | -                    | 4                    | 1                    | -                    | 11                   |

### Pryda
2004
- „Human Behaviour“ / „Lesson One“
- „Spooks“ / „Do It“

2005
- „Nile“ / „Sucker DJ“
- „Aftermath“ / „The Gift“

2006
- „Remember“ / „Frankfurt“

2007
- „Genesis“
- „RYMD“ / „Armed“
- „Ironman“ / „Madderferrys“
- „Muranyi“ / „Balaton“
- „Europa“ / „Odyssey“

2008
- „Pjanoo“ / „F12“
- „Evouh“ / „Wakanpi“ / „Rakfunk“

2009
- „Animal“ / „Miami To Atlanta“ / „Loaded“
- „Melo“ / „Lift“ / „Reeperbahn“
- „Waves“ / „Alfon“

2010
- „Inspiration“ / „RYMD 2010“
- „Emos“ / „Viro“
- „M.S.B.O.Y.“ / „The End“
- „Niton“ / „Vega“
- „Illusions“ / „Glimma“

2011
- „Mirage“ / „Juletider“ / „With Me“
- „2Night“

2012
- „Bergen“ / „Recomondos“ [3]

2013
- „Power Drive“ [4]
- „Layers“ / „Rotonda“

### Cirez D
2003
- „Diamond Girl“ / „It's Over“ / „W-Dizco“

2004
- „Control Freak“ / „Hoodpecker“
- „Deep Inside“

2005
- „Knockout“ / „Lost Love“
- „Re-Match“ / „B-Boy“
- „Teaser“ / „Lollipop“

2006
- „Punch Drunk“ / „Copyrat“
- „Mouseville Theme“

2007
- „Horizons“ / „Tigerstyle“

2008
- „Läget?“
- „Stockholm Marathon“ / „The Journey“

2009
- „The Tunnel“ / „Raptor“
- „On/Off“ / „Fast Forward“

2010
- „Glow“
- „Bauerpost“ / „Glow (In the Dark Dub)“
- „The Tumble“ / „EXIT“

2011
- „Full Stop“
- „Tomorrow“ / „Sirtos Madness“ (with Acki Kokotos)
- „Mokba“

2013
- „Thunderstuck“ / „Drums in the Deep“
- „Accents“ / „Revolution“ (forthcoming)

### Sheridan
2002
- „Sunlight Dancing“
- „Wants vs. Needs“

2004
- „High On You“

2006
- „Fatz Theme“ / „Flycker“

### Moo
2002
- „Seashells“

2003
- „Jonico (Mediterranean Mix)“ (with Luciano Ingrosso)
- „Sunset At Keywest“

### AxEr
2006
- „123“ / „321“ (with Axwell)

### A&P Project
2003
- „Sunrize (с участието на Zemya Hamilton)“ (with Steve Angello)

### The Dukes of Sluca
2002
- „Don't Stop“ / „Steam Machine“ / „Always Searching“ (with Andreas Postl)

2003
- „Mighty Love (vs. Apollo)“ (with Andreas Postl)

### Groove System
2001
- „Vacuum Cleaner“ / „Chord Funk“ (with Marcus Stork)

### Hardform
2003
- „Dirty Souls“ / „Fear Tha Pimps“ / „Back to the Groove“ (with Marcus Stork)

### Tonja Holma

#### 2012
- „Bern“

#### 2013
- „Spanish Delight“

#### Ремикси
2002
- „Outfunk – Echo Vibes (Eric Prydz Remix)“
- „Star Alliance – PVC (Eric Prydz Remix)“
- „Par-T-One – I'm So Crazy (Eric Prydz Remix)“

2003
- „Harry's Afro Hut – C'mon Lady (Eric Prydz Remix)“
- „Outfunk – Lost in Music (Eric Prydz Remix)“
- „Steve Angello – Voices (Eric Prydz Remix)“
- „Snap! vs. Motivo – The Power (Of Bhangra) (Eric Prydz Remix)“
- „M Factor – Come Together (Eric Prydz Remix)“
- „The Attic – Destiny (Eric Prydz Remix)“
- „Futureshock – Pride's Paranoia (Eric Prydz Remix)“
- „Oliver Lieb & Shakeman Presents: Smoked – Metropolis (Eric Prydz Remix)“
- „Pet Shop Boys – Miracles (Eric Prydz Remix)“
- „Aloud – Sex & Sun (Eric Prydz Remix)“

2004
- „Duran Duran – (Reach Up For The) Sunrise (Eric Prydz Remix)“
- „The Shapeshifters – Lola's Theme (Eric Prydz Remix)“
- „Mutiny vs. Lorraine Cato – Holding On (Eric Prydz Remix)“
- „Alter Ego – Rocker (Eric Prydz Remix)“

2005
- „Axwell – Feel The Vibe (Eric Prydz Remix)“
- „Howard Jones – And Do You Feel Scared? (Eric Prydz Remix)“
- „Eric Prydz & Adeva – In & Out (Eric Prydz Remix)“

2006
- „Double 99 – R.I.P. Groove (Cirez D Remix)“
- „Switch – A Bit Patchy (Eric Prydz Remix)“
- „Paolo Mojo – 1983 (Eric Prydz Remix)“
- „Michael Jackson – Thriller (Eric Prydz Remix)“
- „Duran Duran – Nice (Eric Prydz Remix)“
- „Inner City – Good Life (Eric Prydz Summer 2006 Edit)“

2007
- „Sven Väth – The Beauty & The Beast (Eric Prydz Re-edit)“

2008
- „Jim Rivers & Paolo Mojo – Ron Hardy Said (Eric Prydz Remix)“
- „Christian Smith & John Selway – Total Departure (Cirez D Remix)“

2009
- „Sébastien Léger – The People (Eric Prydz Remix)“
- „Calvin Harris – Flashback (Eric Prydz Remix)“

2010
- „Faithless – Not Going Home (Eric Prydz Remix)“
- „Felix Da Housecat – Thee Anthem (Eric Prydz Remix)“

2011
- „Eric Prydz с участието на Jan Burton – Niton (The Reason) (Pryda '82' Mix)“
- „Depeche Mode – Never Let Me Down Again (Eric Prydz Remix)“
- „Depeche Mode – Personal Jesus (Eric Prydz Remix)“
- „Digitalism – Circles (Eric Prydz Remix)“
- „Guy J & Henry Saiz – Meridian (Pryda Remix)“

2012
- „M83 – Midnight City (Eric Prydz Private Remix)“